# ニコラス・フェドール
ミクー（Miku）ことニコラス・ラディスラオ・フェドール・フローレス（Nicolás Ladislao Fedor Flores, 1985年8月19日 - ）は、ベネズエラ・カラカス出身の元同国代表サッカー選手。レアル・ムルシア所属。ポジションはフォワード。
父親はハンガリー人であり、母親はベネズエラ人である。ニコラスというファーストネームのハンガリー語表記であるミクローシュ (Miklós) に由来するミクーというニックネームで呼ばれる。

## 経歴

### クラブ
2001年にスペイン・バレンシアCFの下部組織に加入した。セグンダ・ディビシオン（2部）やセグンダ・ディビシオンB（3部相当）のクラブをレンタルで転々とし、2005-06シーズンに所属したUDサラマンカでは18得点を挙げた。2008-09シーズン、再び加入したセグンダのサラマンカでリーグ7位タイとなる15得点を記録し、2009年8月27日にバレンシア復帰が決定した。UEFAヨーロッパリーグのスターベクIF戦 (4-1) ではハットトリックを達成したが、3番手か4番手のフォワードであったバレンシアでは余剰戦力であることが明白であり、2010年1月にヘタフェCFと4年半契約を結んで完全移籍した。コパ・デル・レイ準々決勝のCDマヨルカ戦 (2-1) で、後半から途中出場してデビューするとともに移籍後初得点を挙げた。レギュラーのロベルト・ソルダードが負傷のために欠場した試合では、ミクーが先発出場する機会を得た。2010年3月28日、デポルティーボ・ラ・コルーニャ戦(3-1)では2得点を挙げ、デポルティーボ戦の3節後に行われたビジャレアルCF戦 (3-0) でも再び2得点した。2011-12シーズンはベテランのダニエル・グイサやアドリアン・コルンガを抑えてレギュラーとなり、シーズン開幕からの2試合（レバンテUD戦 (1-1) 、レアル・マドリード戦 (2-4) ）で計3得点を挙げた。
2013年9月29日、カタール・スターズリーグのアル・ガラファへ完全移籍。
2015年2月2日、ラージョ・バジェカーノに加入した。
2017年8月29日、ISLへ新たに参入するベンガルールFCと2年契約を交わしたことが発表された。
2019年8月20日、キプロスのオモニア・ニコシアに1年契約で移籍した。
2020年9月25日、デポルティーボ・ラ・コルーニャへ移籍。

### 代表
2006年8月16日、ホンジュラスとの親善試合 (0-0) でベネズエラ代表デビューした。2007年8月27日、パラグアイとの親善試合 (1-1) で代表初得点を挙げ、2010 FIFAワールドカップ・南米予選では中心選手のひとりとなった。2009年3月31日のコロンビア戦 (2-0) で予選初得点を決め、9月10日のペルー戦 (3-1) では2得点を挙げた。この勝利によってベネズエラは史上初のFIFAワールドカップ本大会出場に近づいたが、結局出場は果たせなかった。2011年にはアルゼンチンで開催されたコパ・アメリカ2011に出場し、グループリーグのパラグアイ戦 (3-3) で得点した。グループ2位で決勝トーナメントに進出し、4位という好成績を収めた。2012年8月15日、札幌ドームでの日本との親善試合 (1-1) で同点ゴールを記録した。

## 個人成績

### クラブでの出場記録
2012年2月18日時点
| クラブ           | シーズン     | 国内リーグ | 国内リーグ | 国内カップ | 国内カップ | 欧州カップ | 欧州カップ | 通算 | 通算 |
| クラブ           | シーズン     | 出場       | 得点       | 出場       | 得点       | 出場       | 得点       | 出場 | 得点 |
| ---------------- | ------------ | ---------- | ---------- | ---------- | ---------- | ---------- | ---------- | ---- | ---- |
| アルコジャーノ   | 2004-05      | 21         | 5          | —          | —          | —          | —          | 21   | 5    |
| アルコジャーノ   | 通算         | 21         | 5          | —          | —          | —          | —          | 21   | 5    |
| サラマンカ       | 2005-06      | 36         | 18         | —          | —          | —          | —          | 36   | 18   |
| サラマンカ       | 通算         | 36         | 18         | —          | —          | —          | —          | 36   | 18   |
| シウダ・ムルシア | 2006-07      | 8          | 0          | 1          | 0          | —          | —          | 9    | 0    |
| シウダ・ムルシア | 通算         | 8          | 0          | 1          | 0          | —          | —          | 9    | 0    |
| バレンシアB      | 2006-07      | 15         | 1          | —          | —          | —          | —          | 15   | 1    |
| バレンシアB      | 通算         | 15         | 1          | —          | —          | —          | —          | 15   | 1    |
| ジムナスティック | 2007-08      | 29         | 2          | —          | —          | —          | —          | 29   | 2    |
| ジムナスティック | 通算         | 29         | 2          | —          | —          | —          | —          | 29   | 2    |
| サラマンカ       | 2008-09      | 37         | 15         | 2          | 1          | —          | —          | 39   | 16   |
| サラマンカ       | 通算         | 37         | 15         | 2          | 1          | —          | —          | 39   | 16   |
| バレンシア       | 2009-10      | 2          | 0          | 2          | 0          | 3          | 3          | 7    | 3    |
| バレンシア       | 通算         | 2          | 0          | 2          | 0          | 3          | 3          | 7    | 3    |
| ヘタフェ         | 2009-10      | 16         | 5          | 4          | 1          | —          | —          | 20   | 6    |
| ヘタフェ         | 2010-11      | 31         | 7          | 3          | 1          | 7          | 0          | 41   | 8    |
| ヘタフェ         | 2011-12      | 23         | 7          | 2          | 0          | —          | —          | 25   | 7    |
| ヘタフェ         | 通算         | 70         | 19         | 9          | 2          | 7          | 0          | 86   | 21   |
| キャリア通算     | キャリア通算 | 218        | 60         | 14         | 3          | 10         | 3          | 242  | 66   |

### 代表での得点
| #   | 日付          | 場所                 | 対戦相手         | スコア | 最終結果 | 大会                              |
| --- | ------------- | -------------------- | ---------------- | ------ | -------- | --------------------------------- |
| 1.  | 2007年8月27日 | シウダ・デル・エステ | パラグアイ       | 1–1    | 1–1      | 親善試合                          |
| 2.  | 2007年3月24日 | マラカイボ           | ニュージーランド | 4–0    | 5–0      | 親善試合                          |
| 3.  | 2009年3月3日  | プエルト・オルダス   | コロンビア       | 1–0    | 2–0      | 2010 FIFAワールドカップ・南米予選 |
| 4.  | 2009年9月10日 | プエルト・ラ・クルス | ペルー           | 1–0    | 3–1      | 2010 FIFAワールドカップ・南米予選 |
| 5.  | 2009年9月10日 | プエルト・ラ・クルス | ペルー           | 2–1    | 3–1      | 2010 FIFAワールドカップ・南米予選 |
| 6.  | 2010年9月8日  | バルキシメト         | エクアドル       | 1–0    | 1–0      | 親善試合                          |
| 7.  | 2011年3月25日 | モンテゴ・ベイ       | ジャマイカ       | 0–1    | 0–2      | 親善試合                          |
| 8.  | 2011年6月1日  | グアテマラシティ     | グアテマラ       | 0–1    | 0–2      | 親善試合                          |
| 9.  | 2011年7月13日 | サルタ               | パラグアイ       | 2–3    | 3–3      | コパ・アメリカ2011                |
| 10. | 2012年8月15日 | 札幌ドーム           | 日本             | 1–1    | 1–1      | 親善試合                          |
| 11. | 2015年6月22日 | サンティアゴ         | ブラジル         | 2–1    | 2–1      | コパ・アメリカ2015                |

## タイトル
セルティック
- スコティッシュ・プレミアリーグ : 2012-13
- スコティッシュカップ : 2012-13

ベンガルール
- インディアン・スーパーリーグ : 2018-19